# 904
| Calendário gregoriano                                                        | 904 CMIV                                             |
| Ab urbe condita                                                              | 1657                                                 |
| Calendário arménio                                                           | 353 – 354                                            |
| Calendário bahá'í                                                            | -940 – -939                                          |
| Calendário budista                                                           | 1448                                                 |
| Calendário chinês                                                            | 3600 – 3601 Início a 20 de janeiro (aproximadamente) |
| Calendário copta                                                             | 620 – 621                                            |
| Calendário etíope                                                            | 896 – 897                                            |
| Calendários hindus - Vikram Samvat - Calendário nacional indiano - Cáli Iuga | 959 – 960 825 – 826 4004 – 4005                      |
| Calendário Holoceno                                                          | 10904                                                |
| Calendário islâmico                                                          | 291 – 292                                            |
| Calendário judaico                                                           | 4664 – 4665                                          |
| Calendário persa                                                             | 282 – 283                                            |
| Calendário rúnico                                                            | 1154                                                 |
| Calendário solar tailandês                                                   | 1447                                                 |

904 (CMIV, na numeração romana) foi um ano bissexto do século X do Calendário Juliano, da Era de Cristo, teve início a um domingo e terminou a uma segunda-feira e as suas letras dominicais foram  A e G (52 semanas).
No território que viria a ser o reino de Portugal estava em vigor a Era de César que já contava 942 anos.
| Ano completo                       |
| ---------------------------------- |
| Ano bissexto com início ao domingo |

## Eventos
- 29 de Janeiro - É eleito o Papa Sérgio III.
- Uma frota de corsários sarracenos liderada por Leão de Trípoli saqueia várias cidades bizantinas importantes, nomeadamente Antália e Salonica (31 de julho). Chega a cruzar o Helesponto com a intenção de saquear Constantinopla, mas recua quando encontra a armada do almirante bizantino Himério.